# Salvatore Samperi (allenatore di calcio a 5)
Salvatore Samperi, detto Salvo (Catania, 3 agosto 1988), è un allenatore di calcio a 5 italiano, attuale commissario tecnico della nazionale maschile di calcio a 5 dell'Italia.

## Carriera

### Viagrande e Acireale
Samperi ha avviato la sua carriera da allenatore nel 2009, all'età di 21 anni, assumendo il comando della squadra Juniores del Viagrande C5. L'estate seguente passa all'Acireale. Nei suoi primi due anni come allenatore del settore giovanile, Samperi ha guidato le squadre Under 16, Under 18 e Under 21. Nella stagione 2010-2011 ha condotto l'Under 16 alle semifinali nazionali e l'Under 18 in finale nazionale. Nel 2011-2012 ha qualificato entrambe le squadre per alle Final Eight del campionato nazionale.
Nella stagione 2012-2013 gli è stata assegnata la conduzione tecnica della prima squadra; Samperi guida una squadra composta prevalentemente da giovani al decimo posto del girone B di Serie A2.
Nel 2013-2014 ha ottenuto il 7º posto regular season di Serie A2, e la qualificazione Final Eight e Semifinale nazionale con l'Under 21. 
Nella stagione regolare della Serie A2 2014-2015 ha ottenuto il 6º posto, la qualificazione alle Final Eight di Coppa Italia, e quella ai quarti di finale nazionale con l'Under 21.

### Meta
Dal 2015 al 2021, Samperi ha allenato il Meta Catania Calcio a 5. Durante il suo periodo con il club, ha intrapreso un percorso che, partendo dalla Serie B, lo ha visto raggiungere la Serie A in appena tre stagioni.
Nel 2015-2016 ha guidato il Meta Catania al primo posto nel campionato italiano di Serie B.
Nel 2016-2017 ha raggiunto le semifinali play-off di Serie A2.
Nel 2017-2018 ha centrato la promozione nella massima serie tramite la vittoria dei play-off di Serie A2 e si è classificato al secondo posto nella Coppa Italia di categoria. 
Nella stagione regolare della Serie A 2018-2019 ha raggiunto il 5º posto, qualificandosi alle Final Eight di Coppa Italia e ai play-off scudetto.
Nel 2019-2020, prima della interruzione del campionato a causa della pandemia di Covid-19, la Meta Catania stazionava al 6º posto in classifica.
Nel 2020-2021 la Meta Catania diventa vice campione d'Italia. Infatti, dopo aver raggiunto il 7º posto in classifica, ha disputato la finale scudetto persa contro l'Italservice Pesaro.

### Feldi Eboli
Nel novembre del 2021 Samperi subentra all'esonerato Serginho Schiochet sulla panchina della Feldi Eboli in Serie A. I campani, che in autunno stazionavano nella zona play-out, riescono a concludere la Serie A 2021-2022 al secondo posto perdendo la finale play-off ancora una volta contro l'Italservice Pesaro.
Lo stesso anno, raggiunge anche la finale della supercoppa italiana.
Nella stagione 2022-2023 la Feldi Eboli diventa per la prima volta campione d'Italia. Inoltre, raggiunge il turno élite della UEFA Futsal Champions League.
Durante la stagione, la Feldi Eboli viene eliminata in semifinale sia nella Coppa Italia che nella Coppa della Divisione.
All'inizio della nuova stagione 2023-2024, il club vince la sua prima supercoppa italiana, battendo in semifinale l'Italservice Pesaro e in finale i padroni di casa dell'L84.
La stagione prosegue con la partecipazione e vittoria del turno principale della UEFA Futsal Champions League ospitato proprio ad Eboli, che ha portato il club alla sua seconda partecipazione al turno élite in Lettonia.

### Nazionale italiana
Il 14 giugno 2024 viene nominato alla guida della nazionale italiana. 

## Palmarès

### Allenatore
- Campionato italiano: 1

Feldi Eboli: 2022-23
- Supercoppa italiana: 1

Feldi Eboli: 2023-24
- Campionato di Serie A2: 1

Meta Catania: 2017-18
- Campionato di Serie B: 1

Meta Catania: 2015-16 (girone G)

### Individuale
- Panchina d'oro: 2

2020-21, 2022-23